# Kjölur

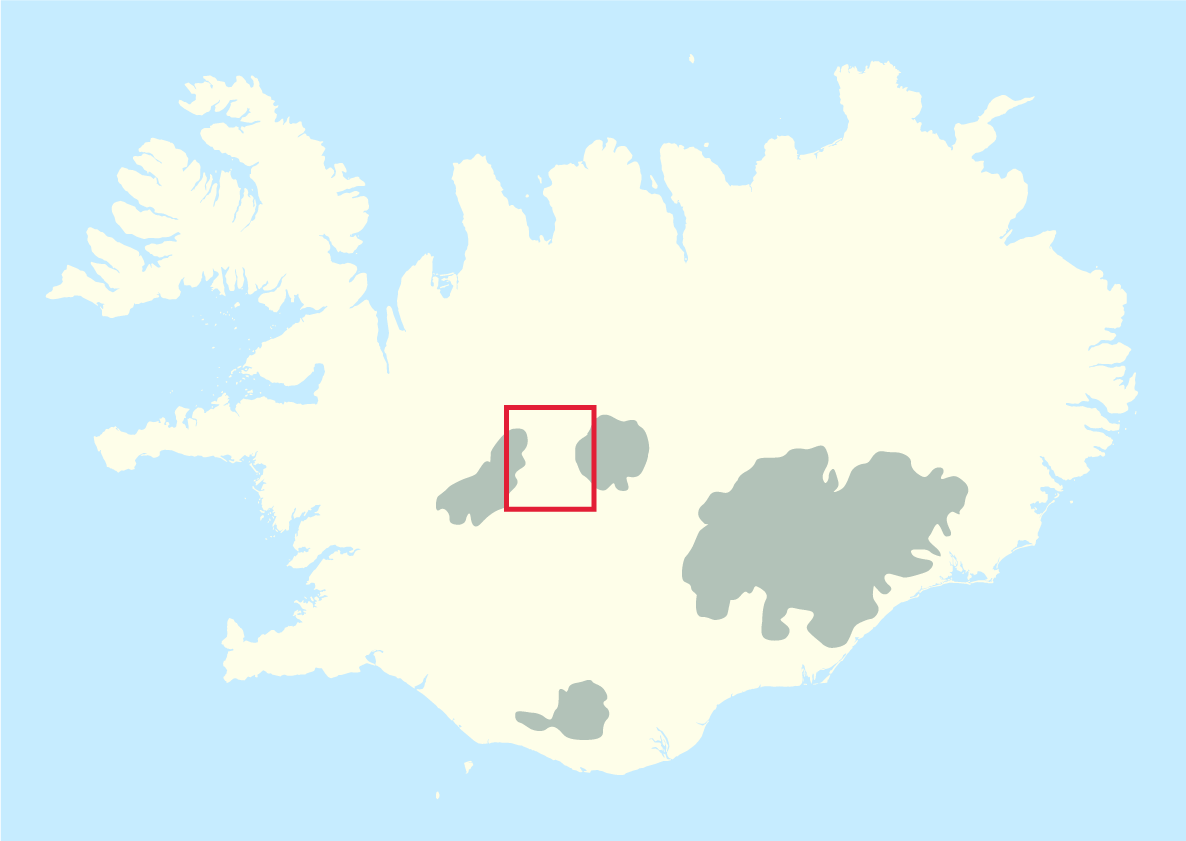
Ubicación del área de Kjölur.

Kjölur es un altiplano en las tierras altas de Islandia, aproximadamente definido como el área entre los glaciares Langjökull y Hofsjökull. Se encuentra a una altitud de entre 600 y 700 metros.

## Geografía
En el extremo norte de la carretera de Kjölur, cerca del nacimiento del río Blanda, las aguas termales de Hveravellir proporcionan un tibio oasis. No lejos de Hveravellir, el Kerlingarfjöll, una cordillera volcánica, está situado al noreste de la carretera de Kjölur.

## Historia

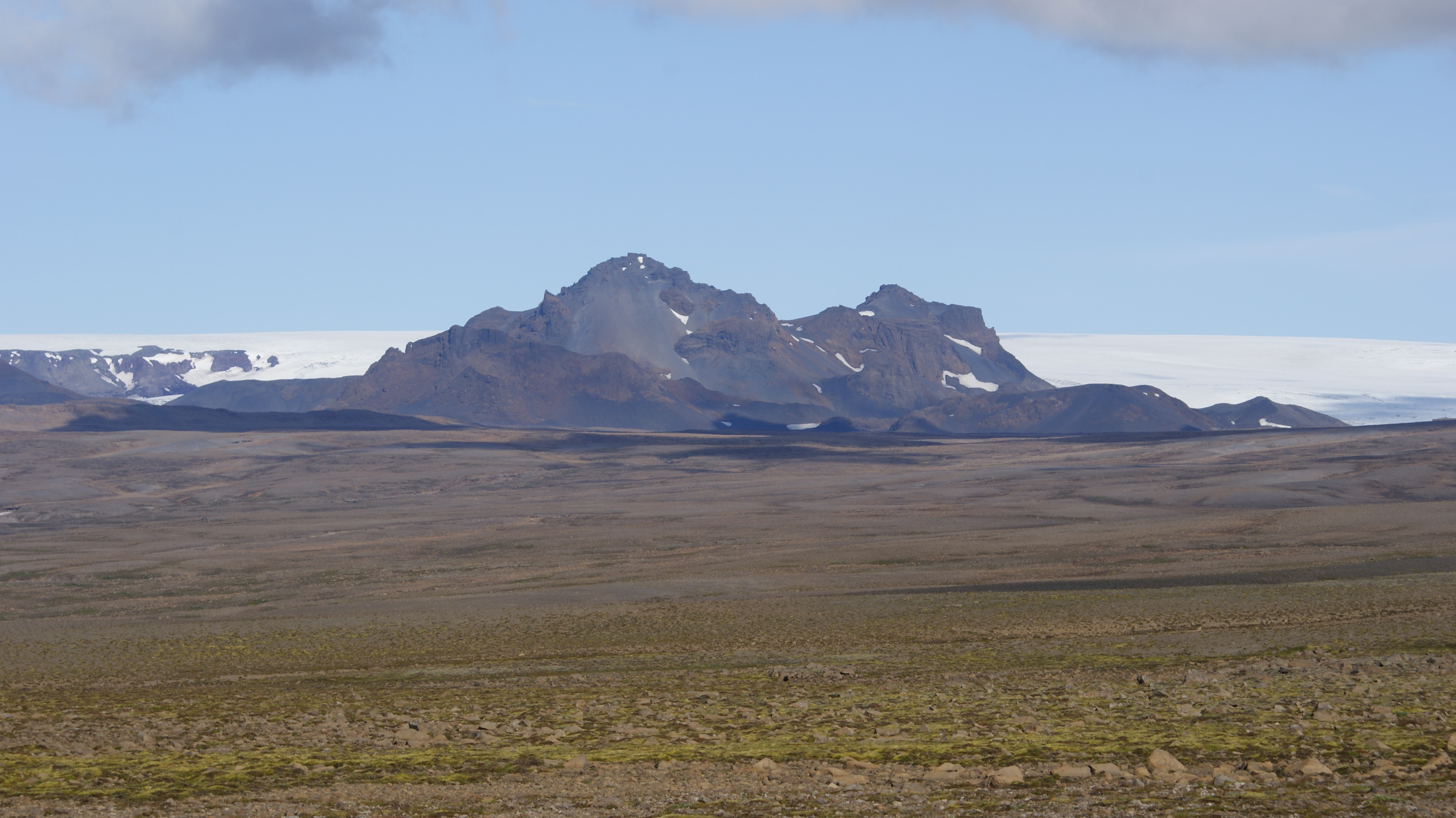
Vista desde Kjölur hacia Hofsjökull y Arnarfell hiðmikla.

Como la carretera de montaña de Sprengisandur, el área era probablemente conocida desde los tiempos de los primeros asentamientos islandeses y se menciona en las sagas islandesas. Una pista a lo largo de Langjökull fue utilizada como atajo entre regiones durante verano. Es conocida hoy en día como Kjalvegur hinn forni (Viejo Kjalvegur) y sigue en uso para trekking y excursiones a caballo.. Pilas de piedras marcan la pista a través del desierto de las tierras altas. Después de que algunas personas perecieran en una tormenta de nieve al final del siglo XVIII, la carretera hacia Kjölur fue olvidada durante aproximadamente 100 años. Fue redescubierta en el siglo XIX.
En el siglo XVIII, el islandés Fjalla-Eyvindur utilizó las aguas termales Hveravellir como asentamiento. Uno de los lugares en esta área todavía se utiliza para bañarse.

## Transporte
Por el centro de la zona transcurre una carretera de grava conocida como Kjalvegur (F35), conectando la Región Del sur y Región Noroeste del país. Unas cuantas pistas más pequeñas parten de la pista principal, haciendo Hveravellir y Kerlingarfjöll accesibles con automóvil. Aun así hay otras pistas que solo pueden utilizarse a pie.